# Jacques Sauvageot
Jacques Sauvageot (Dijon, 16 d'abril de 1943 - París, 28 d'octubre de 2017) fou un polític francès. Conjuntament amb Alain Geismar i Daniel Cohn Bendit va ser un dels tres líders estudiantils durant els fets de maig del 68.

## Biografia
Jacques Sauvageot va néixer a Dijon el 16 d'abril de 1943. Fill d'un empleat de la SNCF i d'una mestressa de casa (“empleada de la llar no retribuïda”), segons la formulació emprada pel mateix Sauvageot.
Va estudiar en una escola privada confessional i després en una escola pública o va fer el batxillerat en ciències experimentals. Va entrar a la facultat de lletres de Dijon on inicialment va estudiar filosofia i posteriorment va obtenir dues llicenciatures, una en Història de l'art i una en Dret públic. Al Conservatori de Dijon va estudiar oboè, direcció d'orquestra, i composició musical.

### Activitat prèvia al maig del 68
El 1967 va entrar a la Unió Nacional dels Estudiants de França (UNEF), de la que un dels seus germans havia sigut dirigent. Membre de la branca estudiantil del Partit Socialista Unificat (PSU), posteriorment ho fou d'Esquerra Obrera i Pagesa (GOP).

### Maig del 68
París, 13 de maig de 1968. Almenys mig milió de persones es desplacen per París per protestar contra la brutalitat policial. Al front del grup: Alain Geismar, Jacques Sauvageot i Daniel Cohn-Bendit - el trio de portaveus de la revolta estudiantil francesa.
Se´l considera com el més misteriós i discret dels tres líders del moviment, i durant molt temps després dels esdeveniments va refusar qualsevol gravació o entrevista. Va ser un pensador i activista seriós que d`alguna forma va desafiar l'estereotip del pseudorevolucionari dels anys 60.

### Activitat posterior al maig del 68
En el període posterior al 1968, va fer el servei militar a Còrsega, i va dedicar diversos anys a activitats no remunerades en les files del PSU, mentre es guanyava la vida com a agrimensor i treballador semi-especialitzat en una fàbrica elèctrica. També va fundar una emissora de ràdio pirata a Saint-Nazaire.
De 1974 a 2009 va tornar al món acadèmic i va ser professor d'història de l'art i després director de l'Escola de Belles Arts de Rennes, i President de l'ANDEA (Associació nacional de directors d'escoles d'art). El 2012 va ser President del consell d'administració del centre de formació de professors de dansa i música de Lió (Cefedem).
De 2010 a 2017 va treballar en la creació i posada en marxa de l'Institut Tribuna Socialista, amb l'objectiu de potenciar les idees del PSU mitjançant reflexions i debats polítics.
Va morir a l'hospital de Salpétrière de París el 28 d'octubre de 2017.